# Fórmula d'Euler
|  | Per altres significats, vegeu llista de temes anomenats en honor de Leonhard Euler. |

En matemàtiques, la fórmula d'Euler és una fórmula atribuïda a Leonhard Euler que estableix una relació fonamental entre les funcions trigonomètriques i l'exponencial: per tot nombre real x es satisfà
{\displaystyle e^{\mathrm {i} x}=\cos x+\mathrm {i} \,\sin x}
on e és el nombre e, base del logaritme natural, i és la unitat imaginària, i cos, sin són les funcions trigonomètriques cosinus i sinus.

La fórmula d'Euler il·lustrada en el pla complex

La fórmula pot interpretar-se geomètricament com una circumferència de radi unitari en el pla complex, dibuixada per la funció eix al variar {\displaystyle x} sobre els nombres reals. Així, {\displaystyle x} és l'angle d'una recta que connecta l'origen del pla i un punt sobre la circumferència unitària, amb l'eix positiu real, mesurat en sentit contrari a les agulles del rellotge i en radiants. La fórmula només és vàlida si també el sinus i el cosinus tenen el seu argument en radiants.
La demostració està basada en l'expansió en sèrie de Taylor de la funció exponencial ez (on z és un nombre complex), i l'expansió de sin x i cos x.
La fórmula d'Euler va ser demostrada per primer cop per Roger Cotes el 1714, redescoberta i popularitzada per Euler el 1748; cap dels dos descobridors va veure la interpretació geomètrica anterior: la visió dels nombres complexos com punts en el pla va sorgir uns 50 anys més tard (veure Caspar Wessel).
La fórmula proporciona una potent connexió entre l'anàlisi matemàtica i la trigonometria. S'utilitza per representar els nombres complexos en coordenades polars i permet definir el logaritme per a nombres complexos.
Una propietat important de la fórmula d'Euler és que és l'única funció matemàtica que roman amb la mateixa forma -excepte per la unitat imaginària- amb les operacions d'integració i derivació del càlcul integral, el que permet que, en enginyeria elèctrica, s'utilitzi per a convertir equacions diferencials en equacions amb forma algebraica (per exemple en la resolució de circuits amb condensador i bobines), simplificant enormement aquestes operacions.
A partir de la fórmula d'Euler i les operacions amb funcions exponencials, es poden derivar diverses identitats trigonomètriques, així com la fórmula de De Moivre.
Una propietat important de la fórmula d'Euler és que conté dos tipus de simetries: la parella i la imparella.
La fórmula d'Euler també permet interpretar les funcions sinus i cosinus com simples variacions de la funció exponencial:
{\displaystyle \cos x={e^{ix}+e^{-ix} \over 2}}
{\displaystyle \sin x={e^{ix}-e^{-ix} \over 2i}}

En les equacions diferencials, la funció eix s'utilitza sovint per a simplificar derivades, fins i tot si la resposta final és una funció real on apareixen sinus o cosinus.
En enginyeria i altres disciplines, els senyals que varien periòdicament s'acostumen a descriure com una combinació de funcions sinus i cosinus (vegeu anàlisi de Fourier), per compactar el resultat d'utilitzar l'exponencial complexa, utilitzant la fórmula de Euler.

## Identitat d'Euler
De la fórmula d'Euler es deriva el que es coneix com a identitat d'Euler:
{\displaystyle e^{\mathrm {i} \,\pi }+1=0}